# بورا دوگیچ
بورا دوگیچ (به انگلیسی: Bora Dugić) (زاده ۱۰ ژوئن ۱۹۴۹) آهنگساز صربستانی است.
او همراه با یلنا توماسوویچ نماینده صربستان در مسابقه آواز یوروویژن ۲۰۰۸ بود.